# لينارت باكمان
لينارت باكمان (بالسويدية: Lennart Backman)‏ هو لاعب هوكي الجليد ولاعب كرة قدم سويدي في مركز الوسط، ولد في 7 فبراير 1934 في سكيلفتيا في السويد. شارك مع منتخب السويد لكرة القدم. أما مع النوادي، فقد لعب مع أيك سولنا ونادي نورشوبينغ.

## وصلات خارجية
- لينارت باكمان على موقع قاعدة بيانات كرة القدم.إي يو (الإنجليزية)
- لينارت باكمان على موقع ناشيونال فوتبول تيمز (الإنجليزية)
- لينارت باكمان على موقع EliteProspects.com (الإنجليزية)